# Nemyšl (zámek)
Zámek Nemyšl je historický objekt v jihočeské obci Nemyšl v táborském okrese.

## Historie

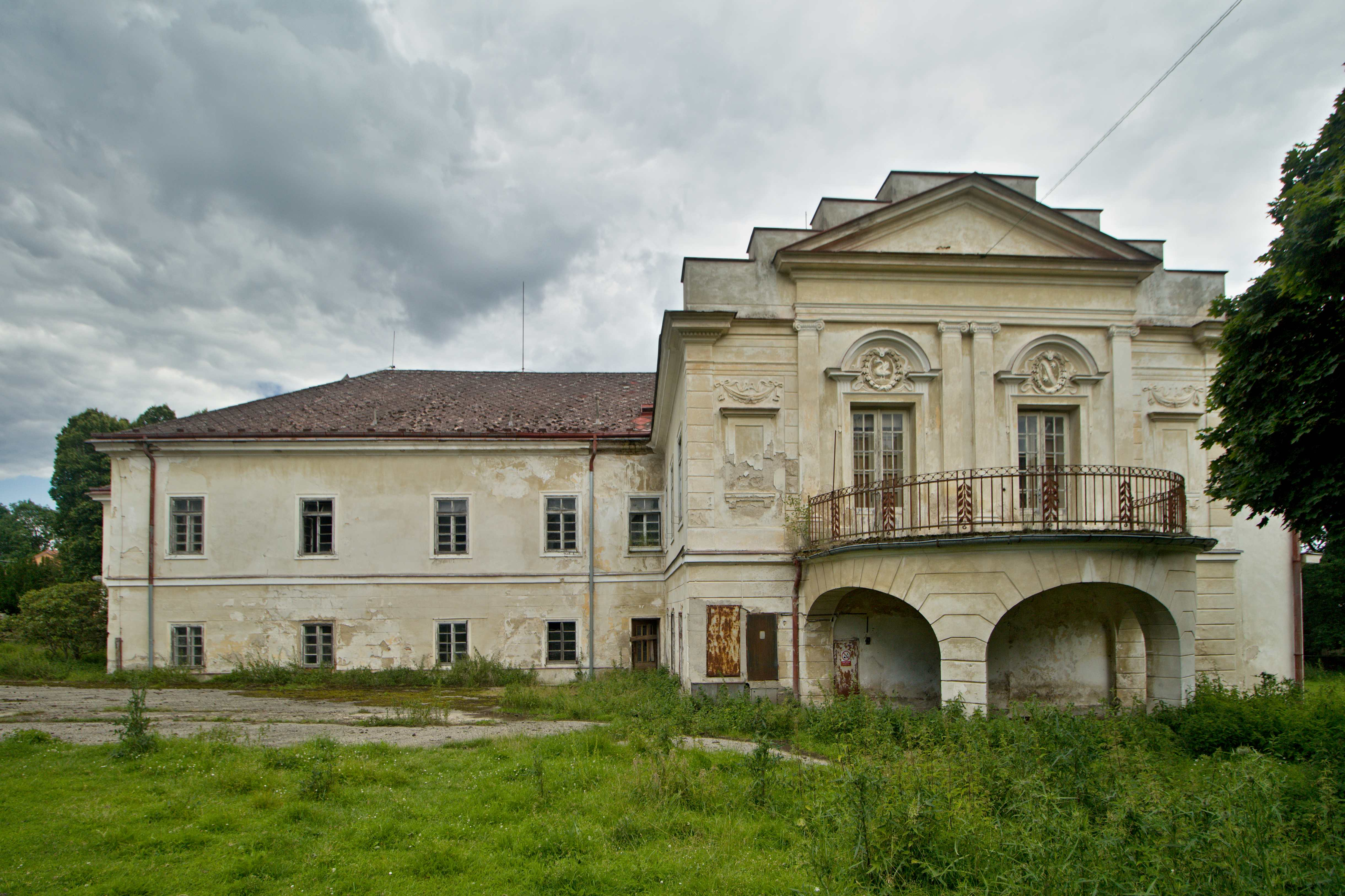
Zámecká budova

V místech dnešního zámku stávala gotická tvrz snad ze 14. století. Jako první známý majitel panství je v roce 1373 zmiňován Litvín z Nemyšle.
Mezi další majitele zdejšího panství patřili např. páni z Radešína nebo z Talmberka. Roku 1662 Nemyšl získal Mikuláš Franchimont z Frankenfeldu, který tvrz přestavěl na zámek v barokním slohu. Poté přešel zámek i panství na rod Deymů ze Stříteže, když je v roce 1822 získal Jan Václav Kazimír Deym. Rod zámek empírově upravil a sídlil zde do druhé světové války.
Po válce zde byl dětský domov. V roce 2020 byl objekt nabízen k prodeji, v současné době je nevyužíván. Majitelem je ruský občan Sergej Majzus, soukromý podnikatel v oboru finančnictví z Kaliningradské oblasti v Rusku. Týž podnikatel vlastní také zámek Chotoviny v nedaleké stejnojmenné obci.  Objekt zámku není veřejně přístupný.